# تل محمد تقی بیگی
تل محمد تقی بیگی مربوط به هزاره ۴ قم است و در شهرستان بهبهان، بخش مرکزی، دهستان حومه، روستای اسلام آباد واقع شده و این اثر در تاریخ ۱ مرداد ۱۳۸۶ با شمارهٔ ثبت ۱۹۲۷۱ به‌عنوان یکی از آثار ملی ایران به ثبت رسیده است.